# Luke Fildes
Samuel Luke Fildes (Liverpool, 3 de octubre de 1843-Londres, 28 de febrero de 1927) fue un pintor inglés.
Fue estudiante de arte en el Liverpool Mechanics Institute y más tarde en la Warrington School of Art. Después de ganar una beca, continuó su formación en la South Kensington Art School de Londres y en la Royal Academy of Arts. La publicación de su grabado Sin techo y hambrientos en el semanario The Graphic (1869) y las ilustraciones que realizó para la última novela de Charles Dickens contribuyeron a consolidar su reputación. En 1887 fue nombrado académico de la Royal Academy. Participó en numerosas exposiciones en el extranjero, sobre todo en París, donde recibió la medalla de plata en la Exposición Universal de 1889.